# 366 TCN
366 TCN là một năm trong lịch La Mã.